# Ford Taurus
Ford Taurus (вимовляється «Форд Торес» від лат. та англ. taurus „телець»; в Україні звичайно читається як «Таурус» — автомобіль виробництва Ford Motor Company, США. Вперше представлений в 1986 р., Taurus виробляється вже протягом більш ніж 20 років, будучи однією з найстаріших моделей у лінійці Ford. Так само існує версія, випущена під брендом Mercury (Sable (1986—2005; 2008—2009)) та «заряджений» варіант Ford Taurus SHO (1989—1999; 2010—…). Спочатку, Taurus був середньорозмірним передньопривідним седаном, зараз же він володіє повнорозмірним кузовом і переднім або повним приводом на вибір.
Поява Ford Taurus внесло великий внесок у розвиток автомобільного дизайну та індустрії в цілому. З моменту запуску в 1986 р., по всьому світу було продано понад 7 млн цих автомобілів (7,397,595 на 31.03.2009). Це робить Taurus п'ятим серед автомобілів-бестселерів від Ford, тільки F-150, Escort, Model T і Mustang можуть похвалитися більшими продажами. Так в 1992 р. і в 1997 р., Taurus був найпродаванішим автомобілем в США, поступившись першістю лише в 1997 р. Тойоті Camry.
Наприкінці 1990-х — на початку 2000-х Taurus був витіснений з ринку японськими середньорозмірними седанами, тому Ford вирішив зосередитися на випуску кросоверів і комфортабельних позашляховиків. 26.10.2006 Taurus був знятий з виробництва. Було вирішено замінити модель новими повнорозмірним і середньорозмірних седанів Ford Five Hundred та Ford Fusion (версія для Американського ринку).
Тим не менш, через кілька місяців було прийнято рішення відродити модель, перейменувавши в неї рестайлінгові версії Ford Five Hundred та Ford Freestyle (Taurus і Taurus X відповідно). Виробництво кросовера Ford Taurus X було завершено 27.02.2009 у зв'язку з низькими продажами. Mercury Sable спіткала та ж доля, відмінності лише в даті — припинення виробництва намічено на 30.04.2009.
Нова модель Taurus випущена в 2010 модельному році. Для модельного 2013 року представлена оновлена модель з невеликими змінами, яка дебютувала на Нью-Йоркському автосалоні.

## Ford Taurus 1 (1986—1991)

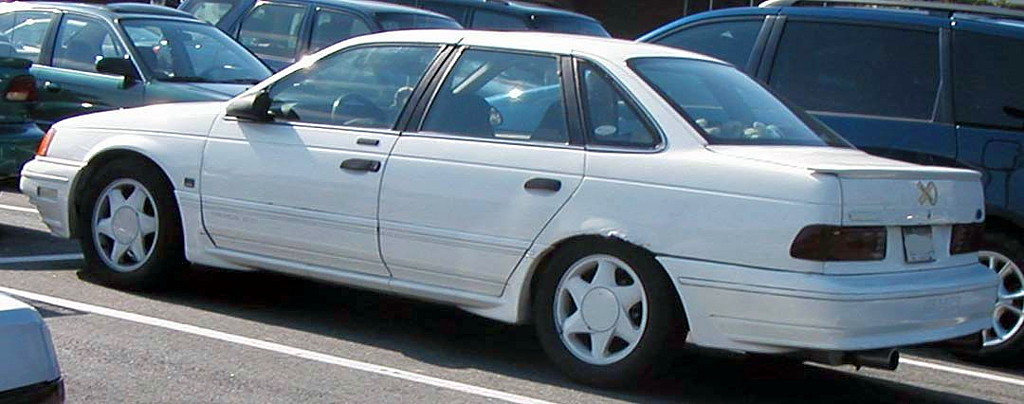
Ford Taurus 1

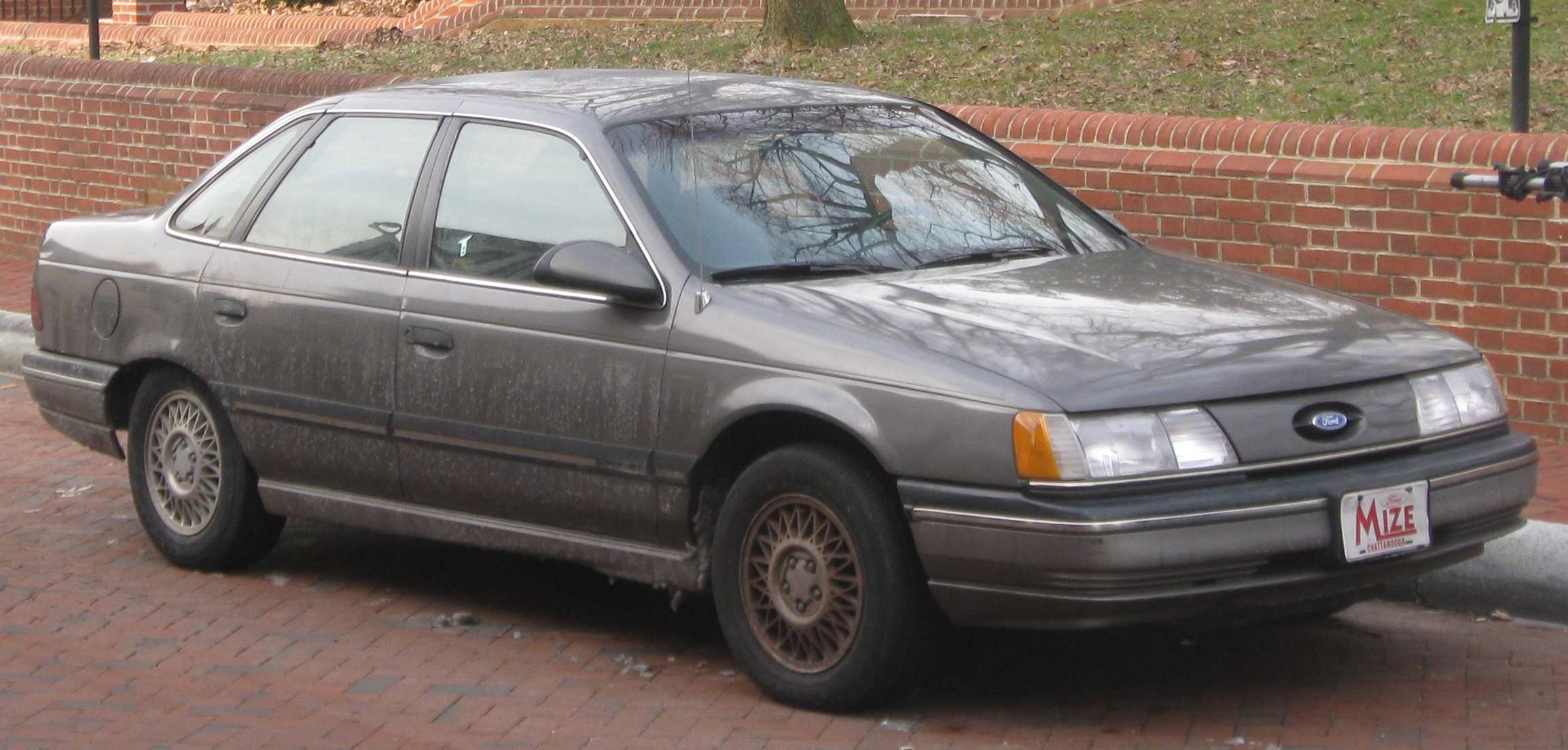
Ford Taurus 1

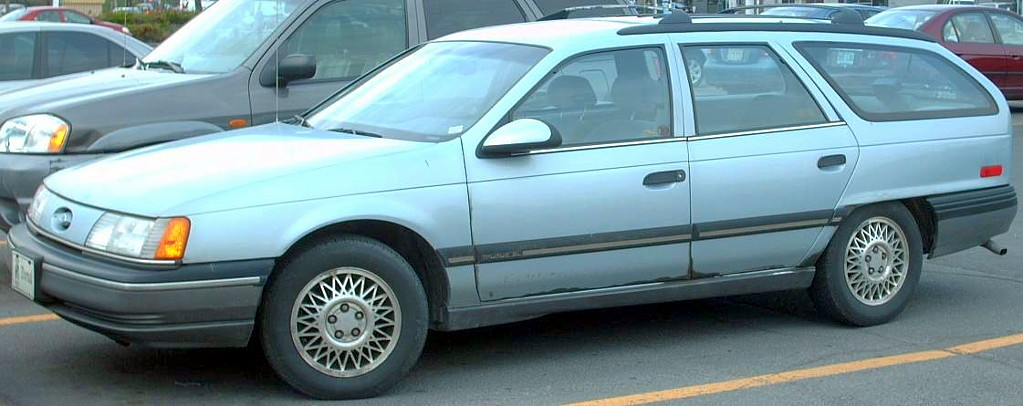
Ford Taurus 1 wagon

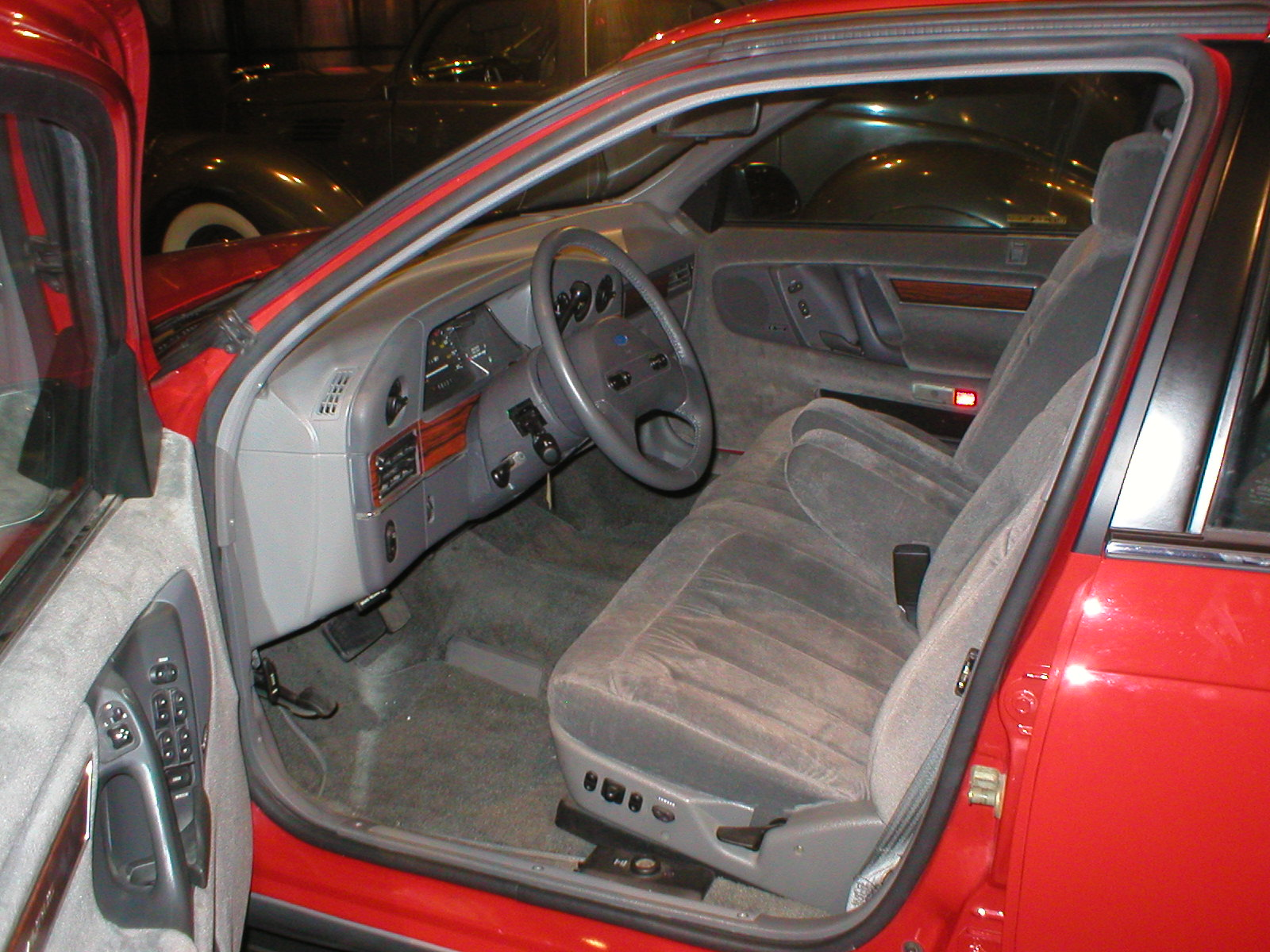

Дебют Taurus відбувся в 1985 році в Лос-Анджелесі, виробництво першого покоління Ford Taurus почалося в тому ж році. Автомобіль прийшов на заміну застарілому Ford LTD (повнорозмірний Ford LTD Crown Victoria став окремою машиною в модельному ряді). Модель збудовано на передньоприводній платформі Ford D186. Передньопривідний, середньорозмірний Taurus був доступний в двох кузовах: чотиридверний седан і універсал. Споряджена маса автомобіля становила близько 1450 кг при колісній базі 2.7 м футуристична форма Ford Taurus не мала решітки радіатора, а просто панель в колір кузова, де овал Форда розташовувався між головними фарами. Завдяки великій площі скла і вузьким стійкам автомобіль володів відмінною оглядовістю.
Taurus був представлений чотирма модифікаціями: L, MT-5, GL і LX. Моделі L і MT-5 були досить простими, оснащені 4-х циліндровим двигуном об'ємом 2.5 л, який розвивав потужність 90 к.с. Дані модифікації мали основну різницю в трансмісії: L поставлялася з 3-х ступінчастою АКПП типу ATX, а MT-5 — з 5-ти швидкісний МКПП, звідси і назва — МТ-5 (Manual Transmission-5).
Комплектація GL мала деякі особливості, такі як дзеркала і підсвічування в козирках, вантажна сітка в багажнику, а також центральний підлокітник на задньому сидінні в седані. Комплектація LX була оснащена таким обладнанням як кондиціонер, електросклопідйомники, центральний замок, електричне сидіння водія, стерео-магнітола, круїз-контроль тощо.
Унаслідок того, що 4-х циліндрового двигуна в дійсності було недостатньо для середньорозмірного седана, модифікація LX і частково GL комплектувалася V-подібним 6-ти циліндровим двигуном об'ємом 3.0 л. потужністю 140 к.с. Автомобілі з таким двигуном комплектувалися 4-х ступінчастою АКПП типу AXOD.
Модель 1986 року мала настільки улюблені в Європі жовті вставки «поворотників» на задніх ліхтарях. Згодом, у 1988 році, лінзи задніх ліхтарів за винятком лінз заднього ходу стали цілком червоними.
Люксова модель LX відрізнялася електричної телескопічною антеною і салонним вимикачем «вгору-вниз». Також на люксовій версії були доступні «поворотні ліхтарі» — на передньому бампері збоку були врівень розташовані дві лампи з прозорими лінзами, які включалися в залежності від вмикача сигналів поворотника і підсвічували відповідну сторону дороги. Дана опція протрималася до 1993 року включно.
Також на люксовій версії ставилися забарвлені в сріблястий колір бампера та пластмасові кришки-панелі дверей і крил (вони застосовувалися аж до 1995 року, лише стали забарвлюватися в колір кузова). На ній також була доступна система автоматичного включення фар (фотодатчик); внутрішні дзеркала з підсвічуванням; надувні подушки підтримки спини (аж до 1999 року) в передніх сидіннях. А також було доступне кермо, оббите натуральною шкірою.
У 1988 році з'являється швидкохідна спортивна модифікація «SHO» («Super High Output») з 3-літровим двигуном V6 потужністю 220 к.с., що мав по чотири клапани на циліндр. Двигун агрегатувався тільки 5-ти ступінчастою МКПП, з АКПП поставлялися тільки в 1993 р. Версія «SHO» буває тільки з кузовом седан.
У 1988 році в гаммі силових агрегатів з'явився двигун V6, тієї ж потужності що і 3 л, але зі збільшеним до 3,8 л об'ємом, що призвело до збільшення його крутного моменту до 291 Н / м і більшою тяговитістю через зниження потужних характеристик (максимальна потужність 140 к.с. досягалася при 3800 об / хв). Цей двигун став додатковим для всіх Taurus крім L і MT-5.
У 1988 році з виробництва знімають Taurus MT-5 Wagon.
З 1989 року на деякі модифікації як опцію стали встановлювати антиблокувальну систему ABS.
У 1990 році на автомобілі в стандартній комплектації стала встановлюватися водійська подушка безпеки, ABS (тільки на седан), CD програвач, а також дещо видозмінена приладова панель. Слід зауважити, що приладові панелі в той період випускали декількох видів, що відрізняються як зовнішнім виглядом, так і різними системами градуювання шкал спідометра і одометра (милі або км).
У 1991 році 4-циліндровий двигун був доопрацьований і його потужність зросла від колишніх 90 до 115 к.с. Також в 1991 році вийшла нова комплектація, названа L-Plus, що йде для Taurus L і оснащена кондиціонером, АКПП і центральним замком.
З технічних нововведень моделі 1991 року варто відзначити випуск модифікованої чотириступінчастої АКПП, що отримала назву AXOD-E. Кардинальна відмінність від попередньої AXOD стало електронне управління перемиканням передач і лінійним тиском, що призвело до більш плавного переключення передач.
Перше покоління Taurus було гаряче зустрінуте публікою і критиками. Машина виграла безліч престижних нагород, в тому числі і звання «Автомобільний Тренд Року». За 1986 р. було продано 200.000 автомобілів, а в 1989 р. був куплений мільйонний Taurus. Загалом, з 1986 по 1991 було продано понад 2.000.000 машин.
Існувала версія першого покоління Taurus з 2.5л двигуном «MT5», який був не доступний для Mercury Sable. Автомобілі, укомплектовані цим двигуном, мали спеціальне позначення-значок на передніх крилах.
Автомобіль знімався в кіберпанк-фільмі «Robocop».

### Двигуни
- 2.5 л HSC I4 90/105 к.с.
- 3.0 л Vulcan V6 140 к.с.
- 3.0 л SHO V6 220 к.с.
- 3.8 л Essex V6 140 к.с.

## Ford Taurus 2 (1992—1995)

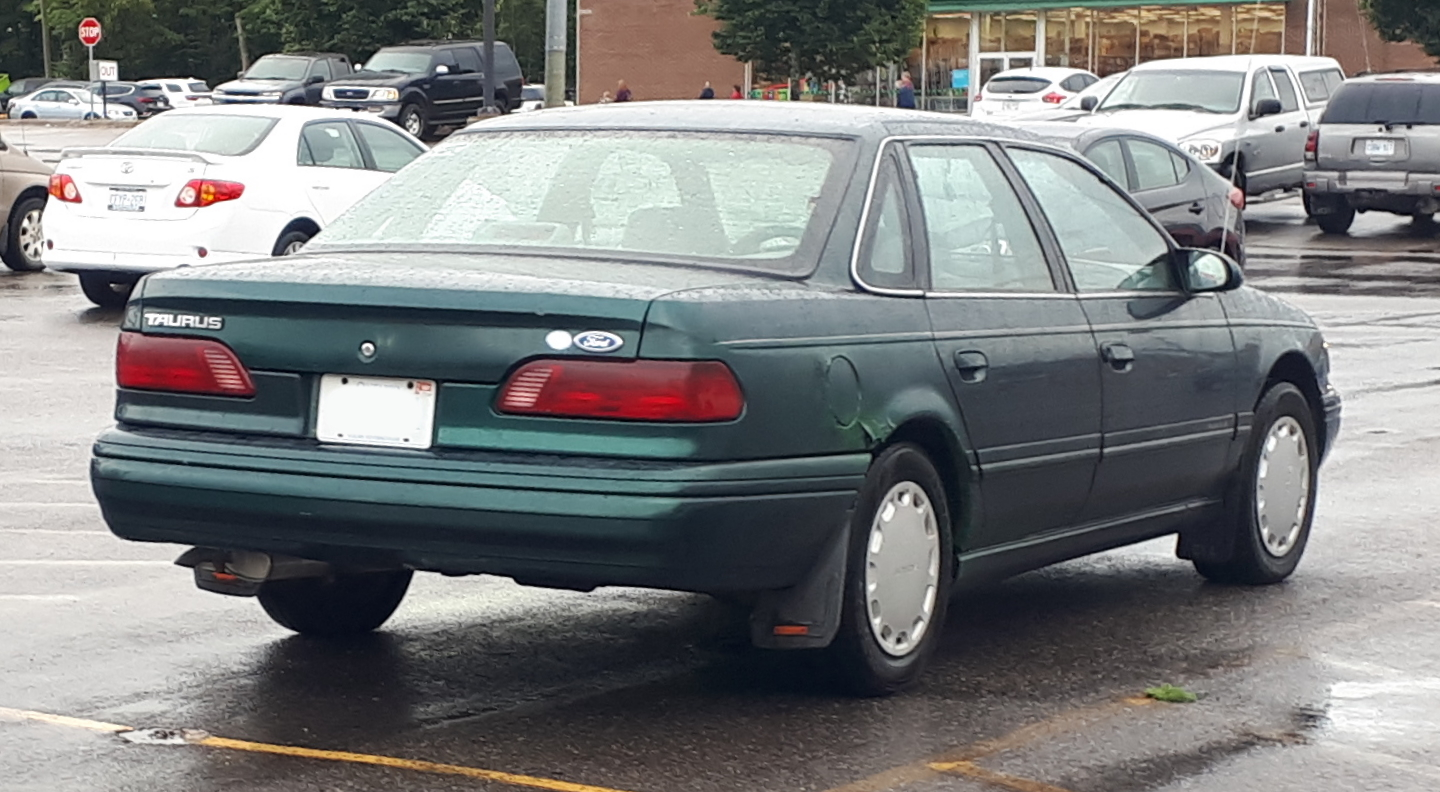
Ford Taurus 2

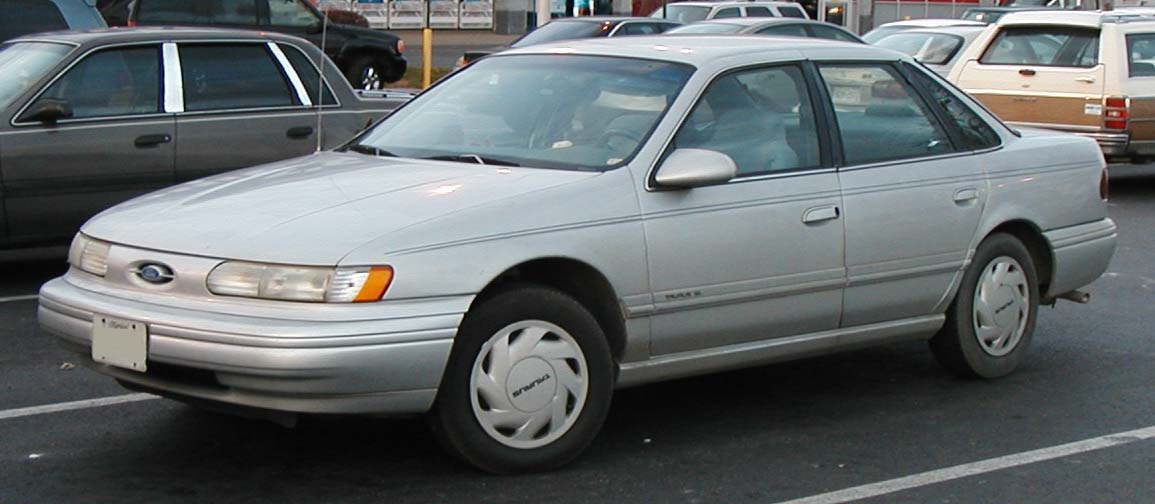
Ford Taurus 2

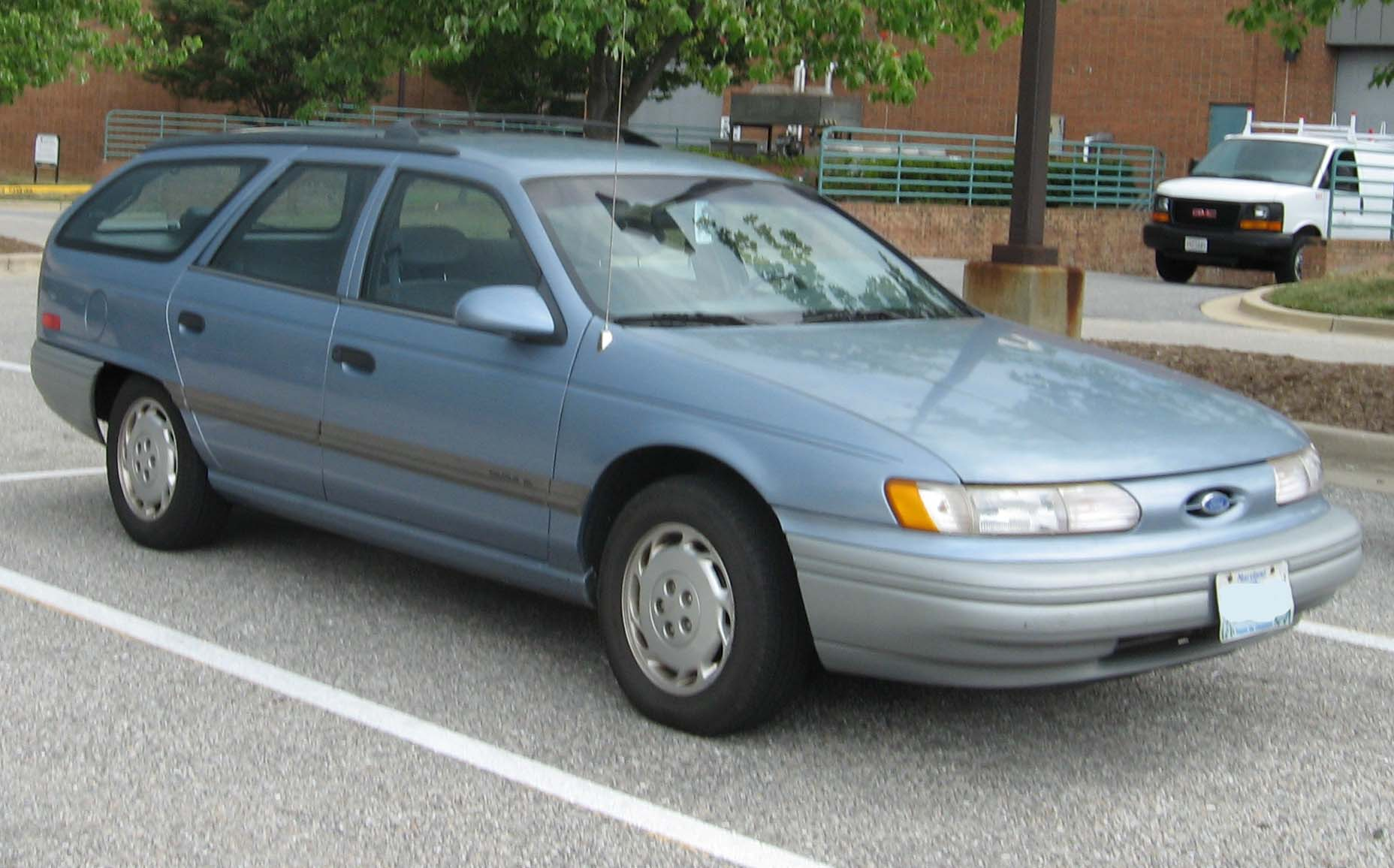
Ford Taurus 2 wagon

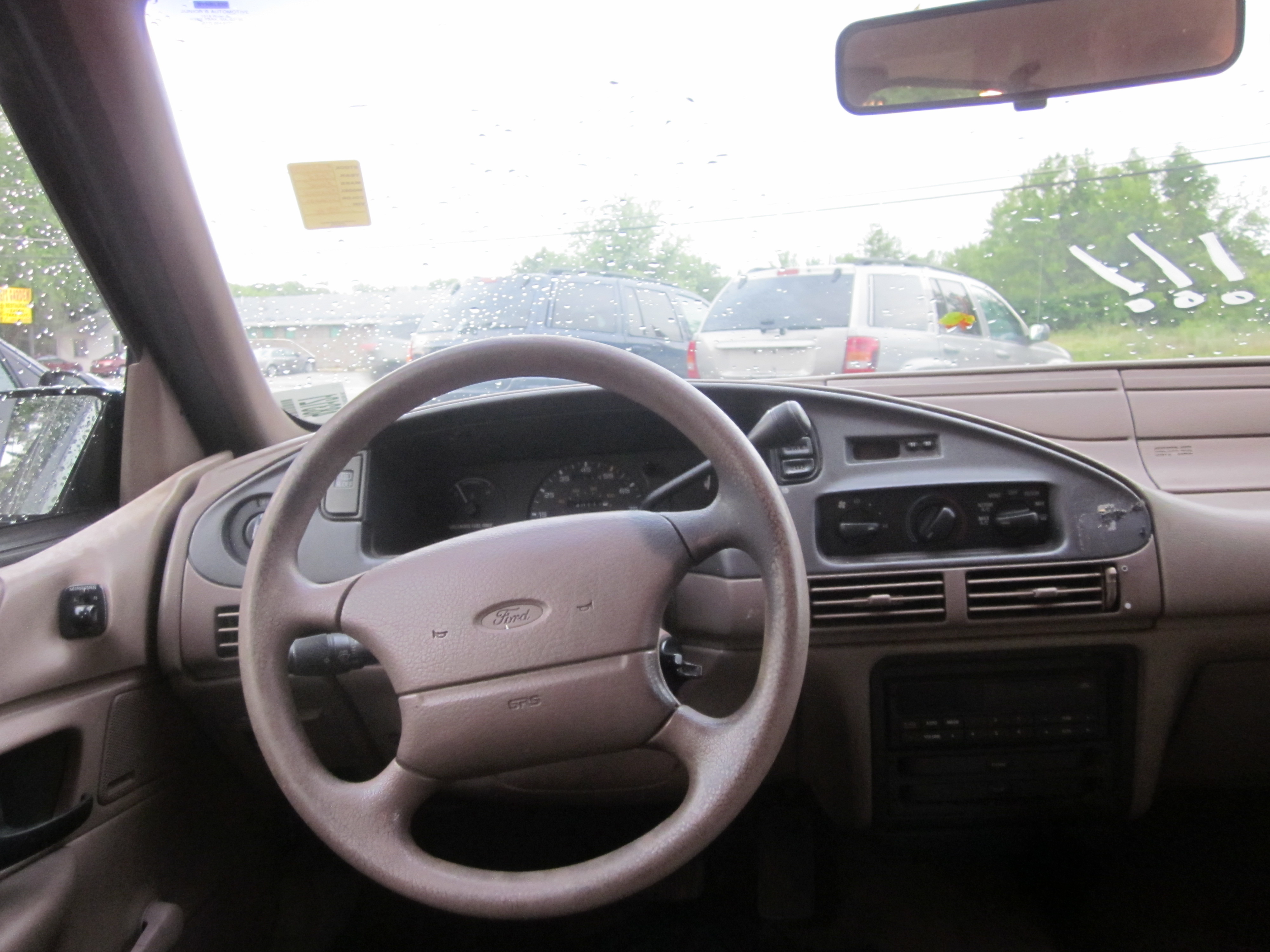

1992 року, після глибокої модернізації, з'являється друге покоління Taurus. Його відрізняють від попереднього новий дизайн кузова, оновлений інтер'єр і видозмінене шасі. Рестайлінг кузова був еволюційним — загальна форма була та ж, однак багато частин кузова стали новими. Оновлення полягало у вузьких фарах, змінених задніх ліхтарях та більш згладжених лініях корпусу. Габарити автомобіля залишилися тими ж, крім загальної довжини, яка збільшилася на 10 см до 4,88 м. Автомобіль збудовано на передньоприводній платформі Ford D186.
Також, вперше седани були обладнані подушкою безпеки з боку пасажира. Дане нововведення стало стандартом для моделей Taurus з 1994 року, що зробило Taurus першим у світі автомобілем, на якому встановлені подушки безпеки як для водія, так і для пасажира.
У люксової комплектації LX стала доступна система безключового доступу з дистанційним управлінням і клавішами кодового замка на водійських дверях. Також на люксові комплектації встановлювали красиві фари з повністю прозорими лінзами.
В автомобілі стали застосовувати оцинковку кузова.
З гами двигунів зникає 4-циліндровий агрегат.
Taurus 1992 модельного року випускався в трьох комплектаціях: L, GL, LX і SHO. 1993 року, незважаючи на торішній рестайлінг, лінійка Taurus піддалася деяким змінам. Комплектацію L зняли з виробництва. Комплектація LX отримала нову кольорову гаму разом з новою центральною консоллю. Бампера стали забарвлюватися в колір кузова.
Версія SHO отримує двигун V6 із збільшеним до 3,2 л об'ємом.
З 1994 року на автомобіль встановлюється модернізована АКПП.
1995 року відбувся дебют Taurus SE. По суті це був спортивний варіант Taurus. Седан, оснащений новими легкосплавними дисками, ергономічним сидінням і консоллю..

### Двигуни
- 3.0 л SFI Vulcan V6 140 к.с.
- 3.0 л SHO V6 220 к.с.
- 3.2 л SHO V6 220 к.с.
- 3.8 л Essex V6 140 к.с.

## Ford Taurus 3 (1996—1999)

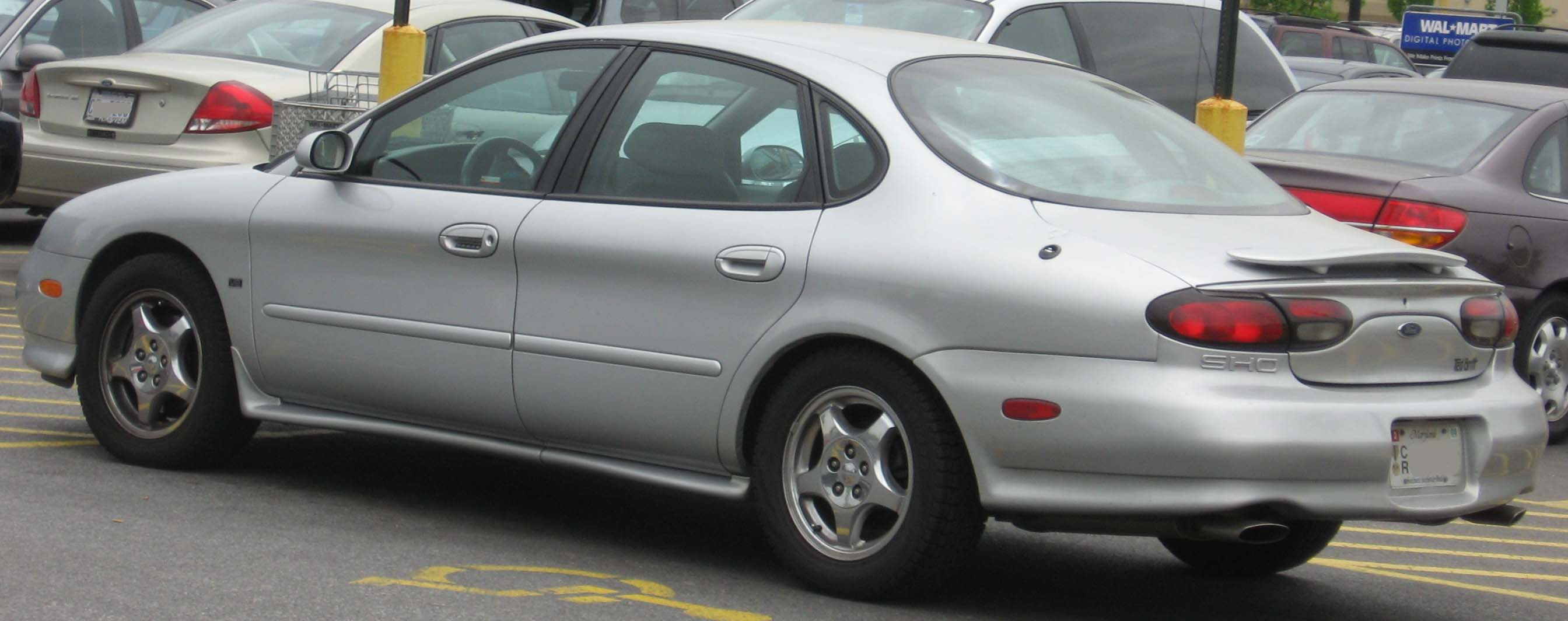
Ford Taurus 3

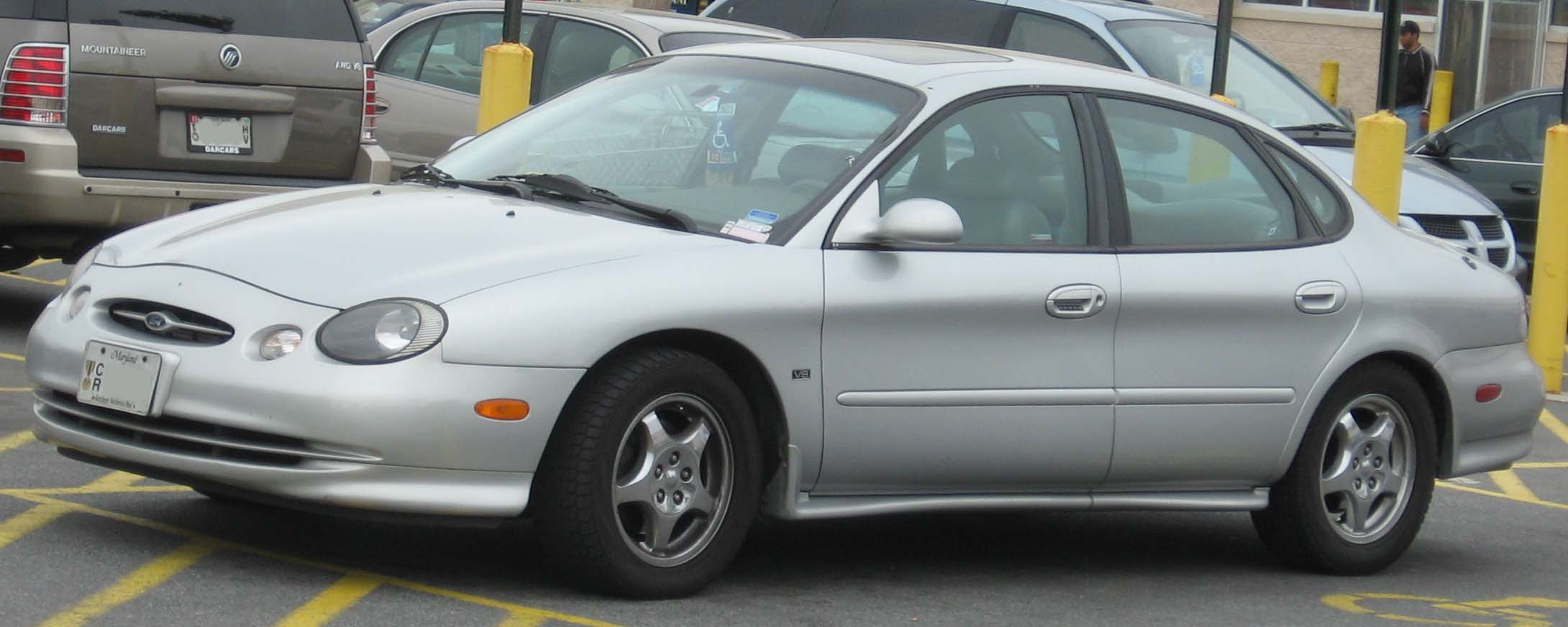
Ford Taurus 3

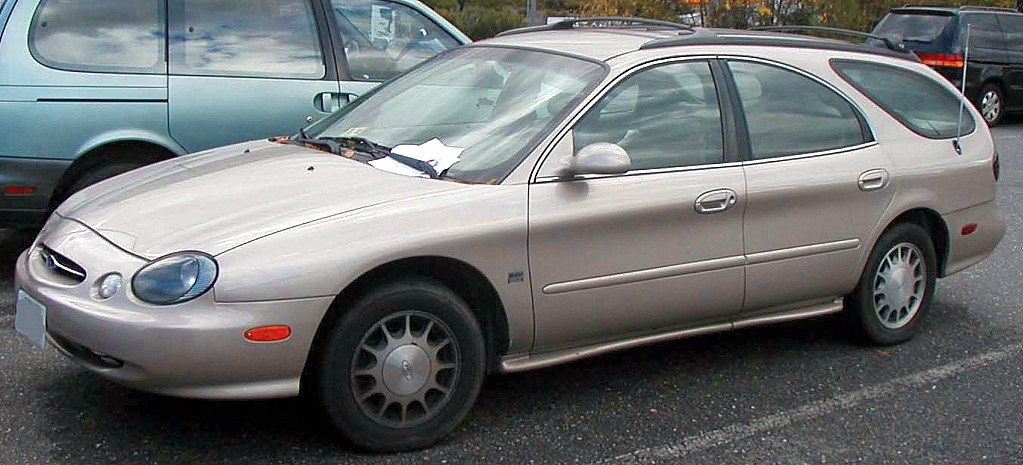
Ford Taurus 3 wagon

У 1996 році була проведена модернізація моделі. На світ з'являється третє покоління Taurus. Автомобіль пропонується з кузовами седан і універсал. Автомобіль збудовано на передньоприводній платформі Ford D186. Нова лінійка включала базовий G, багатший GL, розкішний LX і м'язистий SHO.
До комплектації LX пропонувалося тільки три опції: люк, алюмінієві поліровані колісні диски і шкіряний салон. Все інше входило в стандарт.
Розмір колісних дисків збільшився до 15 дюймів. На седані стало доступне заднє сидіння зі складною спинкою. З'явився фільтр вентиляції салону — він доступний до цього дня. Встановлюється тільки на дорожчих комплектаціях. Також автомобілі випуску 1996 і 1997 років мали подвійні глушники.
Taurus оснащували 3,0 л 24-клапанним двигуном Duratec V6 потужністю 202 к.с. в комплекті з 4-ступінчастою автоматичною коробкою передач. Звичайний же двигун V6 12V Vulcan об'ємом 3,0 л додав 5 к.с. і досяг 145 к.с. Двигун об'ємом 3,8 літра більше не ставився на ці автомобілі.
Модель SHO отримала потужний V8, розроблений фахівцями Yamaha, робочим об'ємом 3,4 літра, що мають 4 клапани на циліндр, потужністю 235 к.с.
У 1998 року став доступний «трекшн контрол» — система, що запобігає пробуксовці коліс при русі — вона доступна до цього дня. Подвійний глушник поступився місцем одинарному..

### Двигуни
- 3.0 л SFI Vulcan V6 145 к.с.
- 3.0 л DOHC Duratec 30 V6 202 к.с.
- 3.4 л SHO V8 235 к.с.

## Ford Taurus 4 (2000—2005)

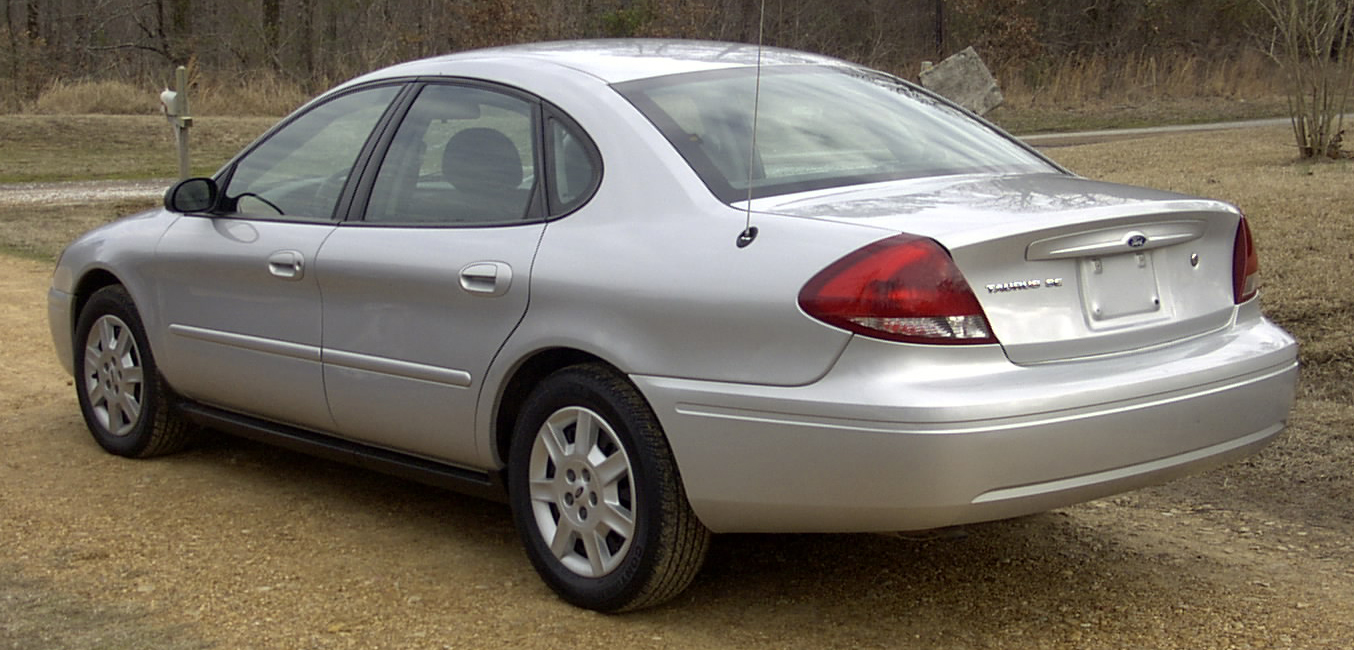
Ford Taurus 4

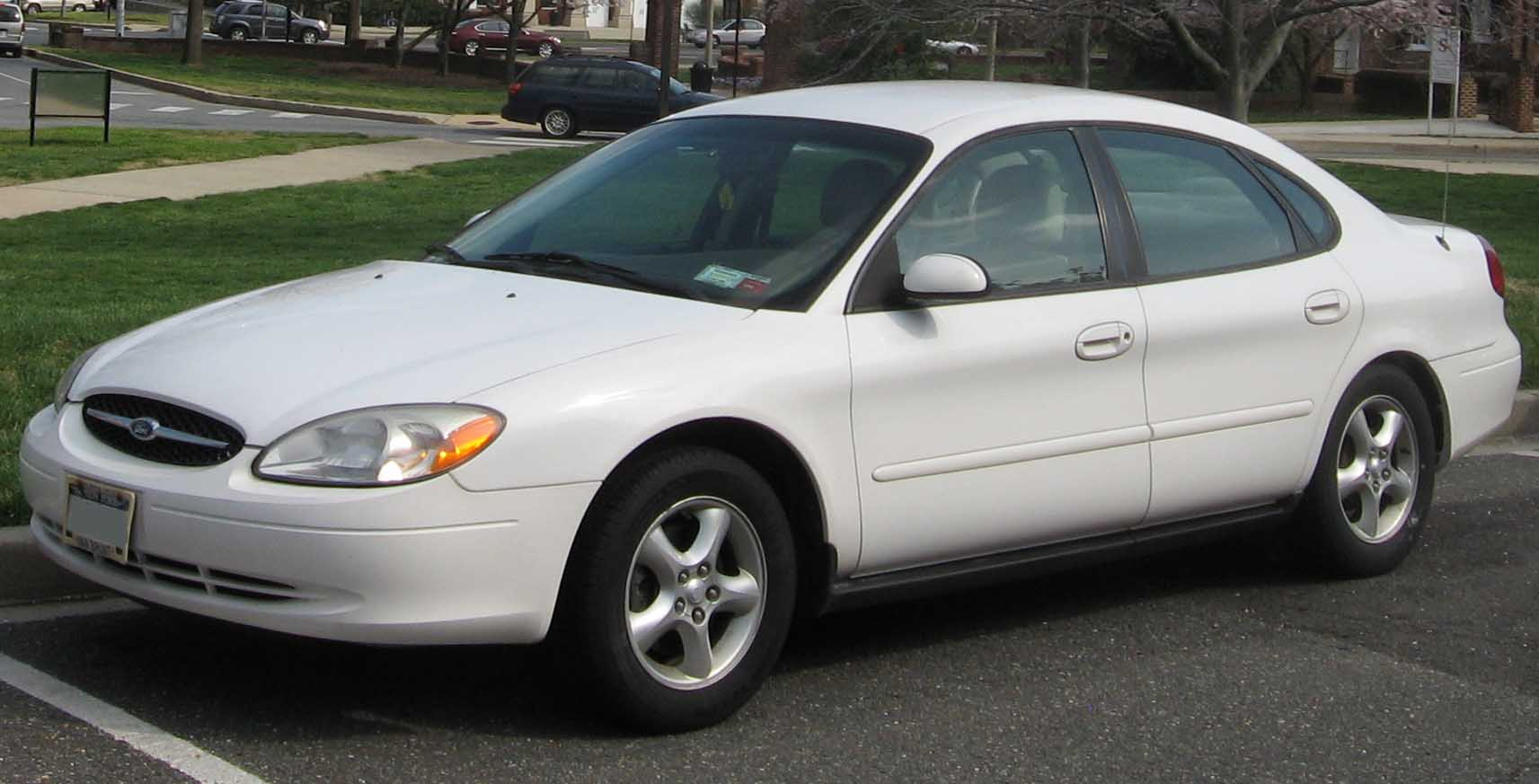
Ford Taurus 4

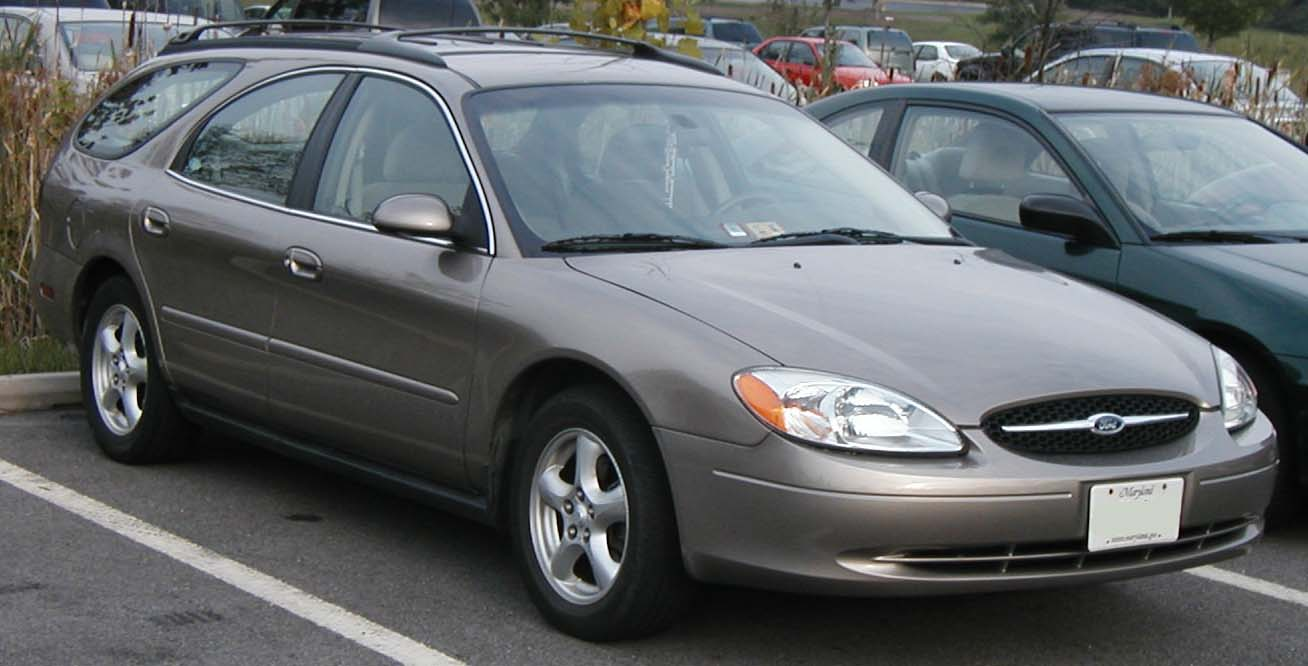
Ford Taurus 4 wagon

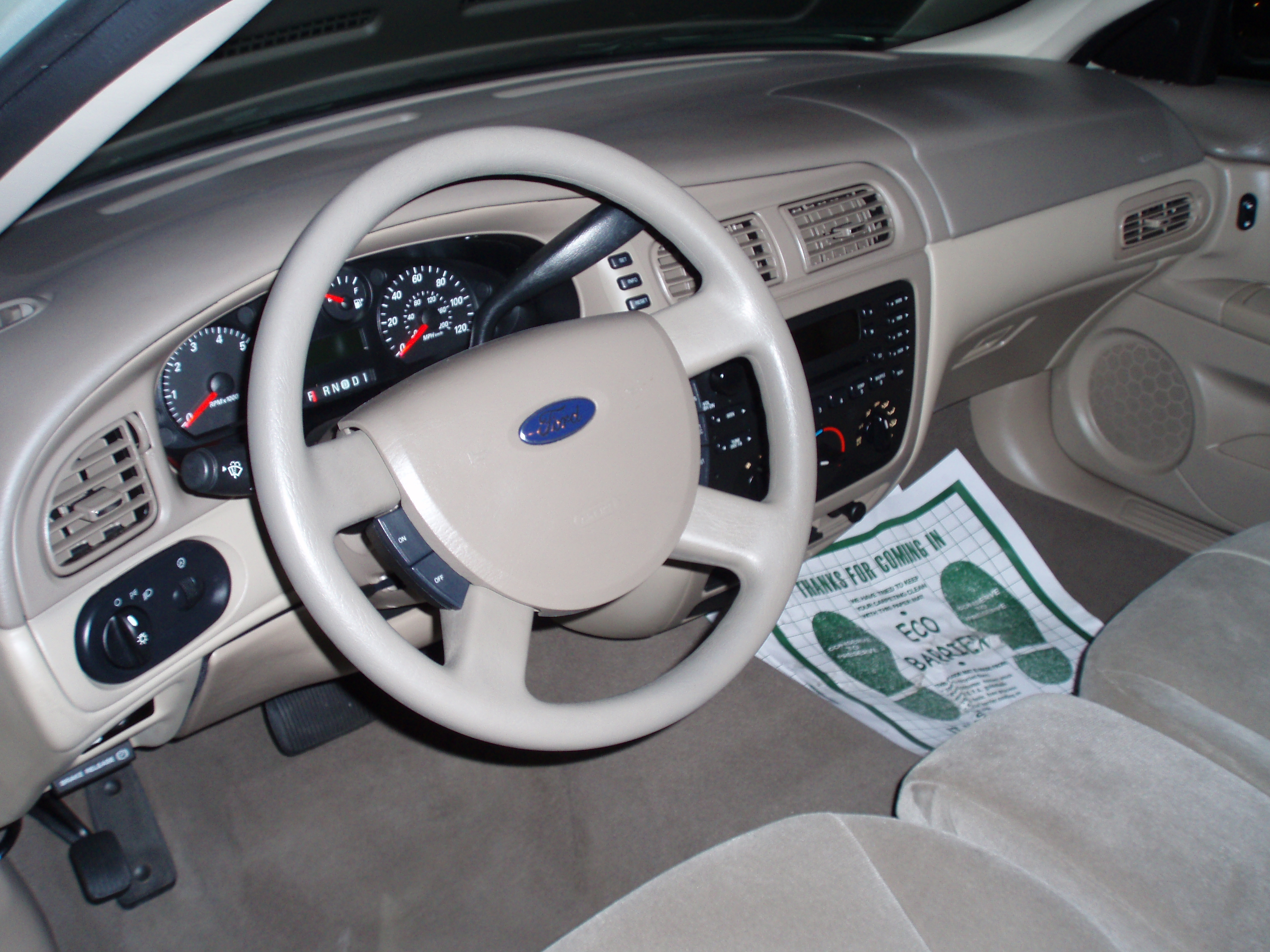

У 2000 році відбулася світова прем'єра четвертого покоління Taurus. Автомобіль збудовано на передньоприводній платформі Ford D186. Модельний ряд був змінений. Ford зняв з виробництва версію 3.4 л V8 SHO і в 2001 році ввів більше вишуканості в моделі LX і SE, продублювавши їх відповідно в SES і SEL. Комплектація SEL стандартно укомплектовувалася двигуном Duratec 3,0 л V6 203 к.с. ABS стала стандартною на SEL і SES. Клімат-контроль стандартний тільки в SEL. Інші новинки включають додаткові бічні подушки безпеки і регульовані педалі (платні опції).
Ford пропонує безліч додаткових компонентів безкоштовно для моделей з 2002 року. Ці безкоштовні подарунки пропонуються в залежності від моделі автомобіля і включають електричне сидіння водія та CD-програвач для SE, вибір між люком і шкіряними сидіннями для SES і обидві опції для SEL, який також комплектується регульованими педалями в стандартній комплектації.
Новий SEL Wagon також йшов у комплектації з такими новинками, як бічні подушки безпеки, управління зчеплення з дорогою (traction control),  дзеркало заднього виду з автозатемненням  та вбудованим КОМПАС. Бічні дзеркала оснастили системою підсвічування дороги біля дверей (security approach lamps),  дзеркало заднього виду зробили з автозатемненням, компасом і лампочками підсвічування, змонтованими знизу корпусів дзеркал заднього виду.
У 2003 році комплектацію SEL спорядили такими розкішними матеріалами обробки інтер'єру як атлас, шкіряні сидіння і дерево. Кермо з справжнього дерева і шкіри також йшло у додатковому обладнанні. Трохи змінилися форми передніх бамперів і лінії обводу фар. Помітно змінився стоп-сигнал на задній полиці — він перестав мати напівовальну форму з двома лампочками і став вузько-прямокутним зі світлодіодами. Були також злегка змінені фрезовані алюмінієві диски..

### Двигуни
- 3.0 л SFI Vulcan V6
- 3.0 л DOHC Duratec 30 V6

## Ford Taurus 5 (2008—2009)

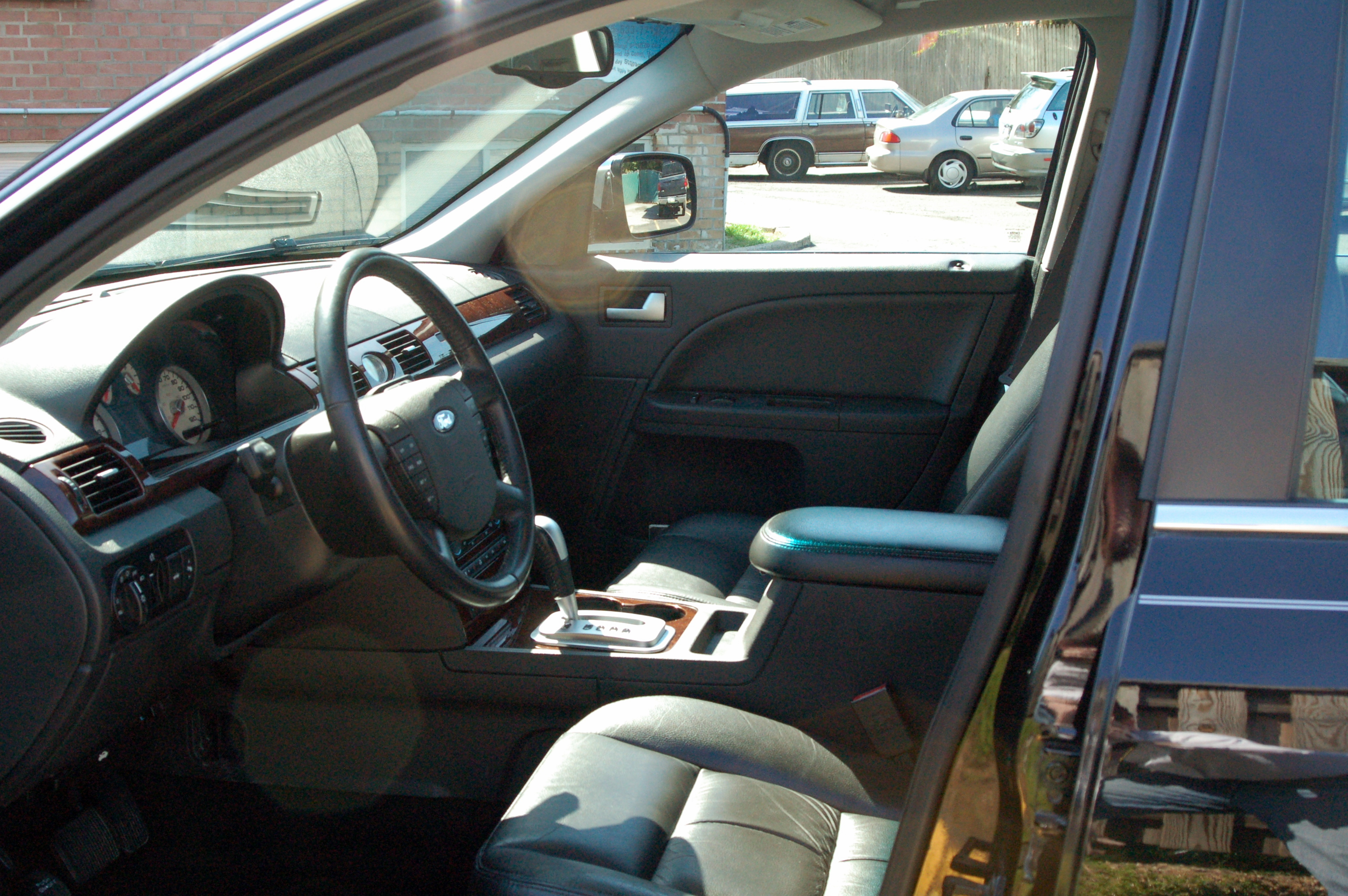
Ford Taurus 5

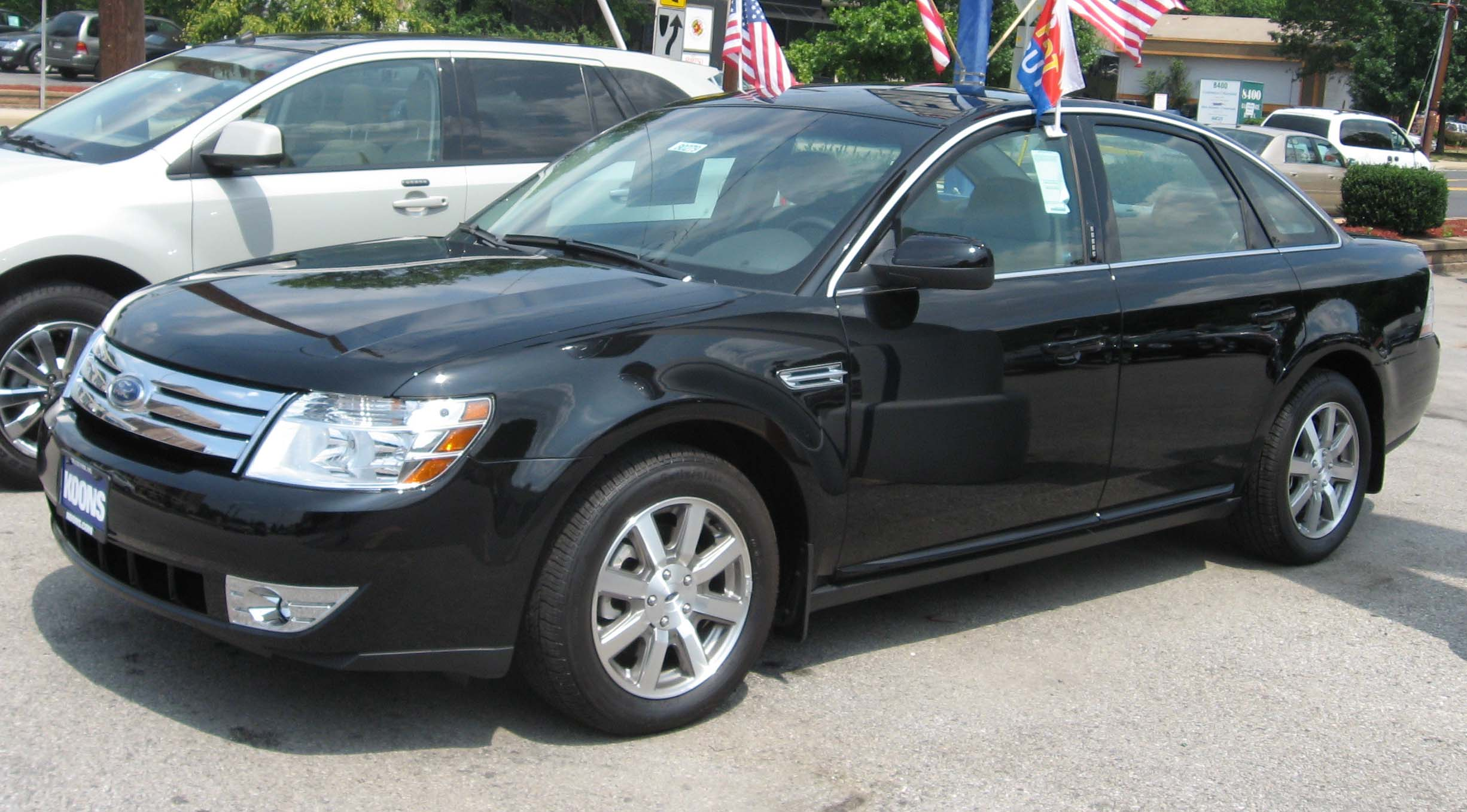
Ford Taurus 5

У 2008 році, після значної перерви, табличка з ім'ям Taurus, з'явилась на модернізованому Ford Five Hundred. Автомобіль збудовано на платформі Ford D3. На вибір пропонувалися передньо і повноприводні модифікації.

### Двигун
- 3.5 л DOHC Duratec 35 (Cyclone) V6 264 к.с.

## Ford Taurus 6 (2010—2019)

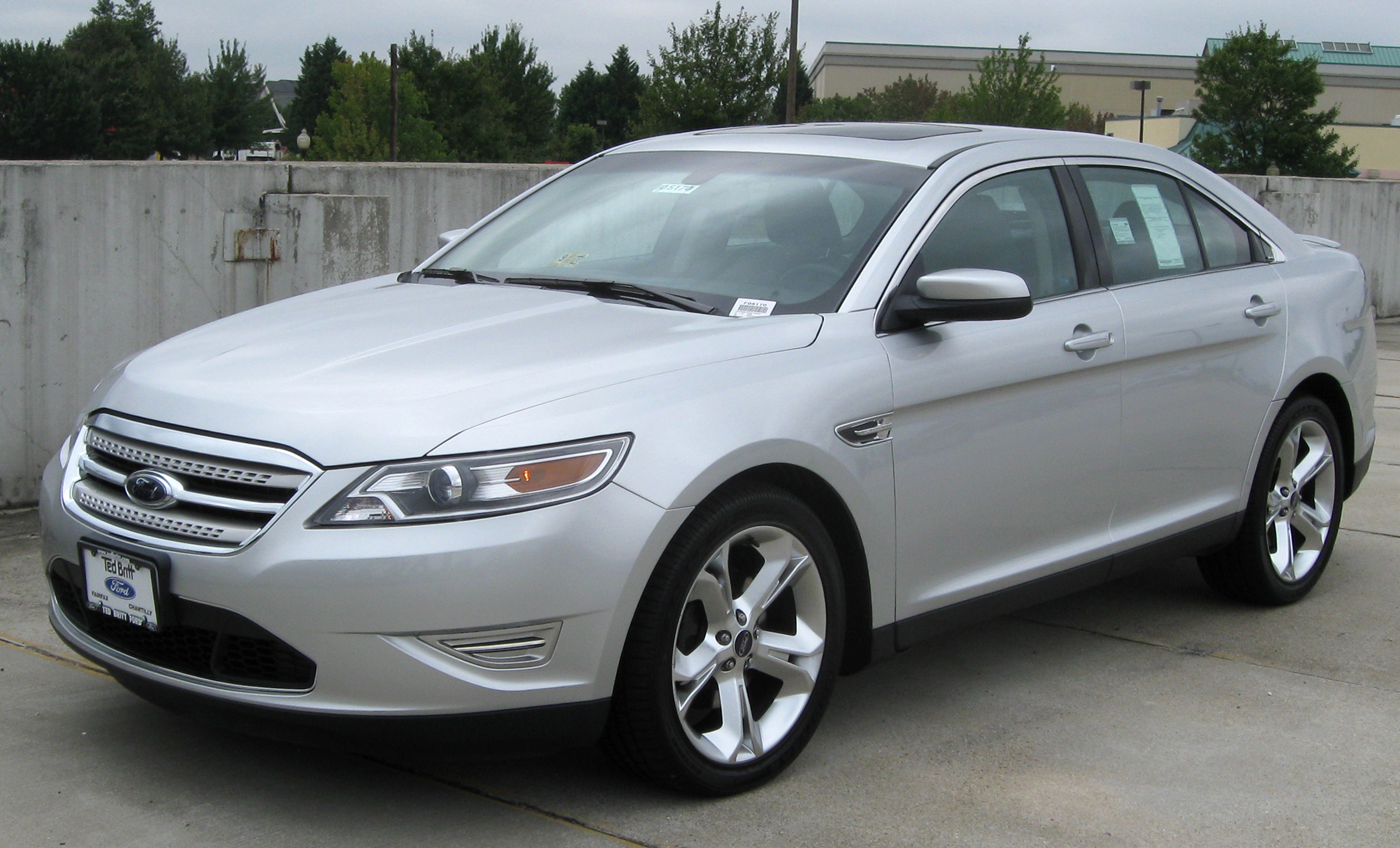
Ford Taurus 6 (2010—2012)

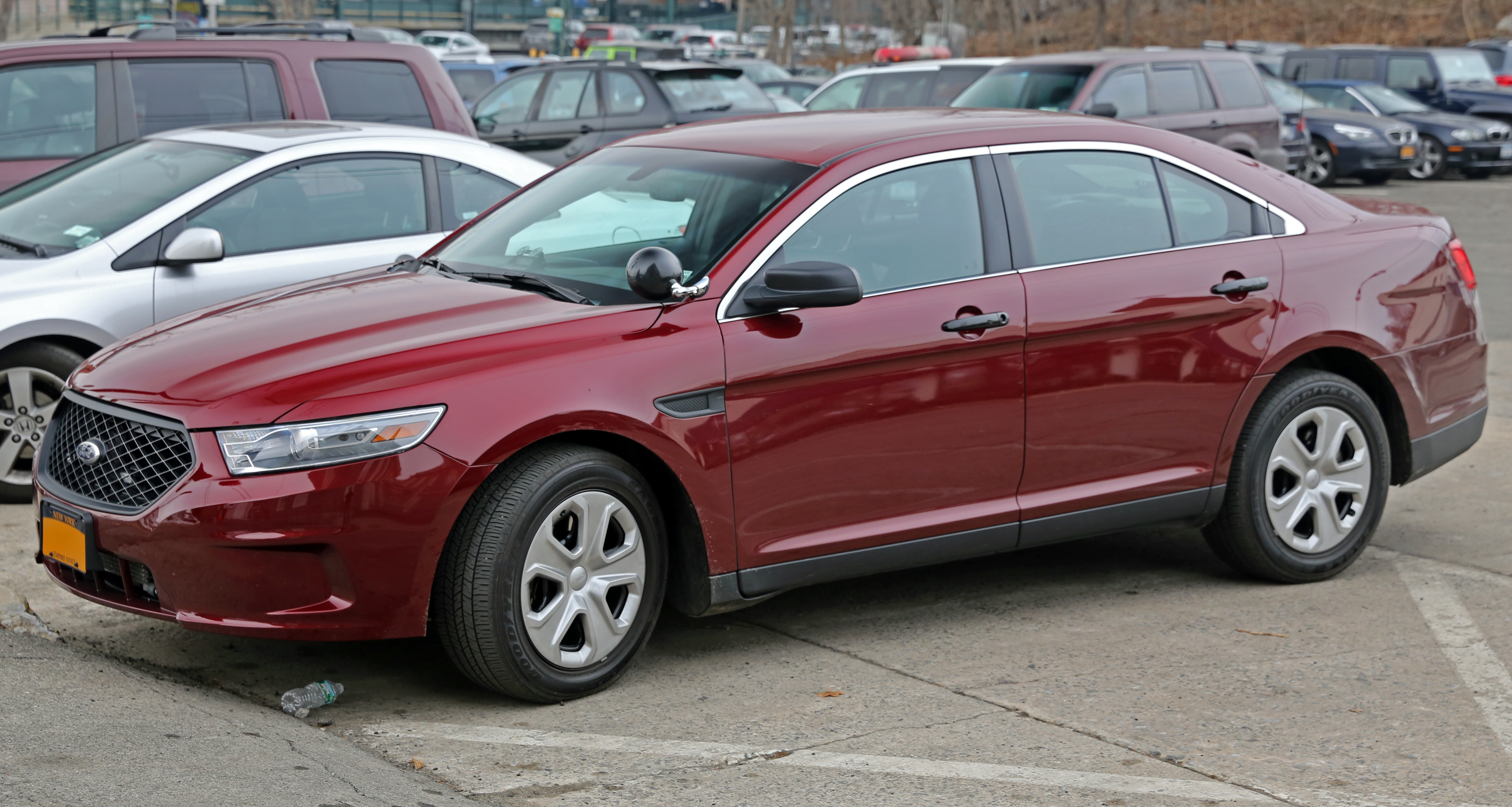
Ford Taurus 6 (з 2013)

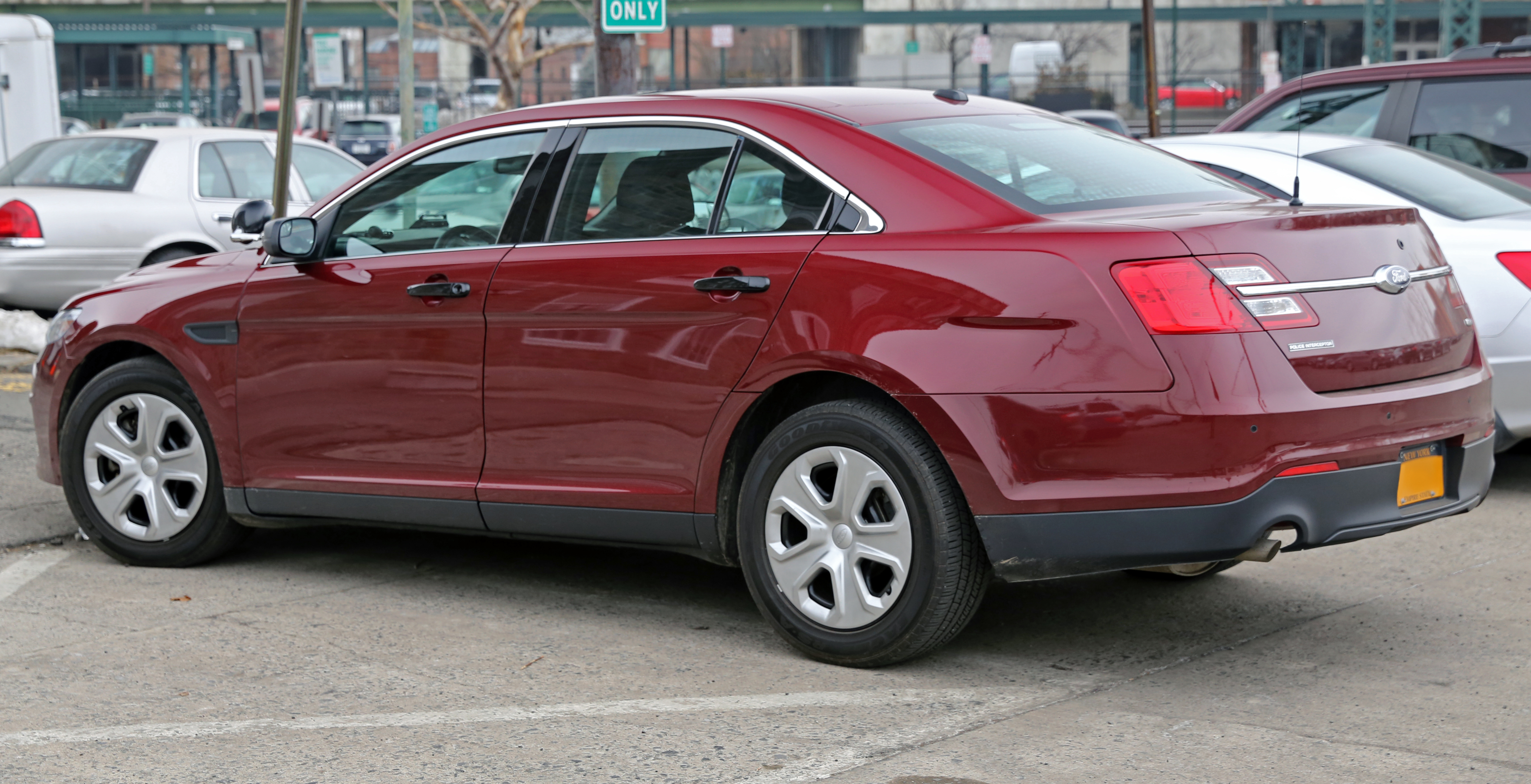
Ford Taurus 6 (з 2013)

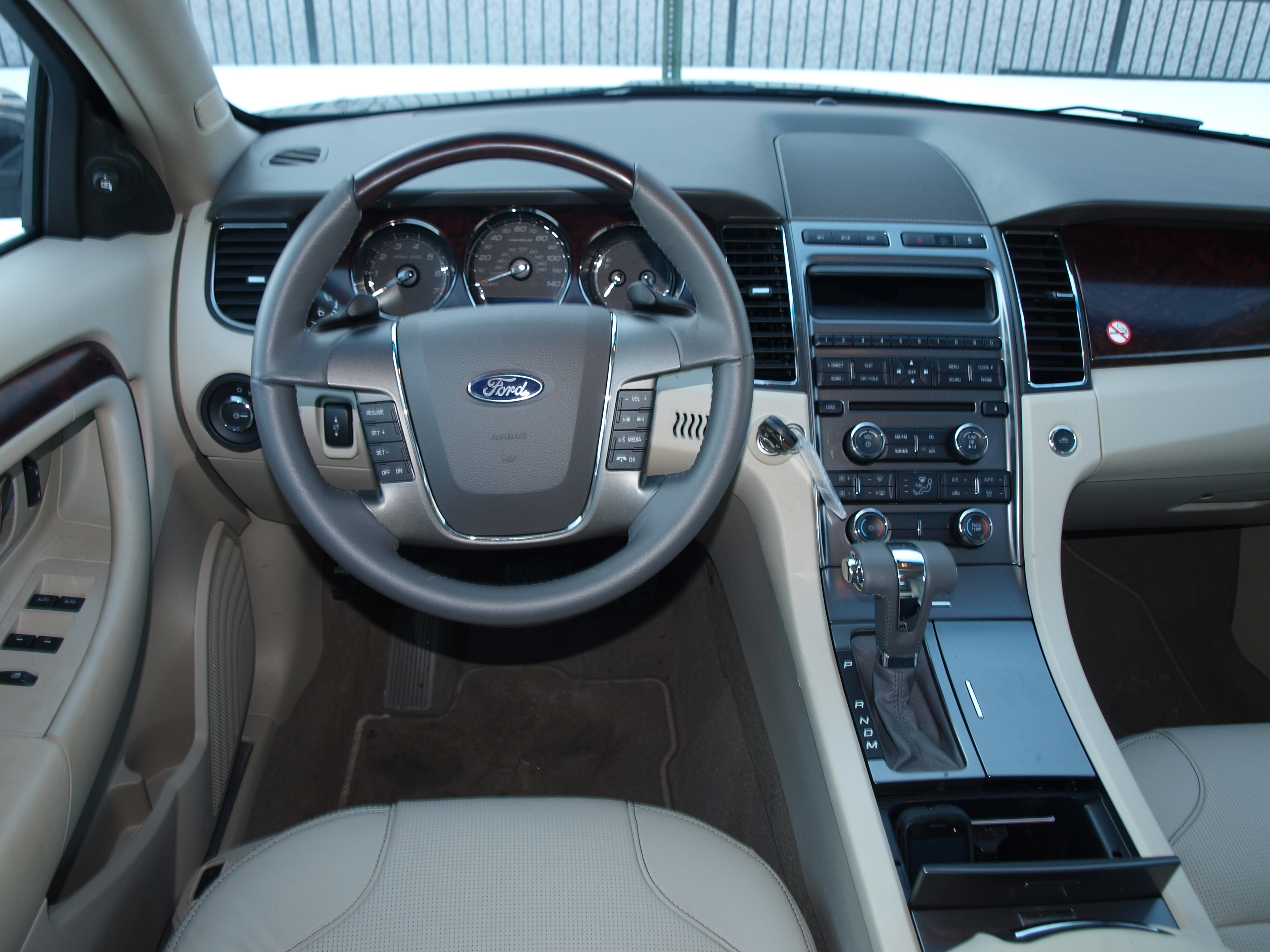

Намагаючись зробити автомобіль більш стильним та якісним в плані зовнішнього вигляду та відчуттів, у 2010 році його платформа Ford D3 була змінена в результаті чого покращились якість в салоні і зовнішній вигляд автомобіля. Автомобіль і надалі пропонується з переднім і повним приводом.
2013 рік приніс незначні оновлення. З позитивного боку, змінений 3.5-літровий двигун V6 значно покращився в плані прискорення і скинув декілька л/100 км в цілому. З 2015 року камера заднього виду почала входити в базову комплектацію, що враховуючи погану задню видимість, стало просто подарунком. Для модельного ряду 2016 року, інформаційно-розважальна система MyFord Touch була замінена на Sync 3. Простіша схема екрану і більші кнопки полегшили використання системи і менше відволікали під час кермування. Структура меню більш інтуїтивна і швидка.

### Двигуни
- 3.5 л Cyclone V6 263 к.с. (2010–2012)
- 3.5 л Cyclone V6 288 к.с. (2013–)
- 3.5 л EcoBoost V6 365 к.с. (2010–)
- 3.7 л Cyclone V6 305 к.с. (Police Interceptor Sedan, тільки 4х4) (2013-)
- 2.0 л EcoBoost I4 240 к.с. (2013–)

## Ford Taurus 7 (2017—2022)

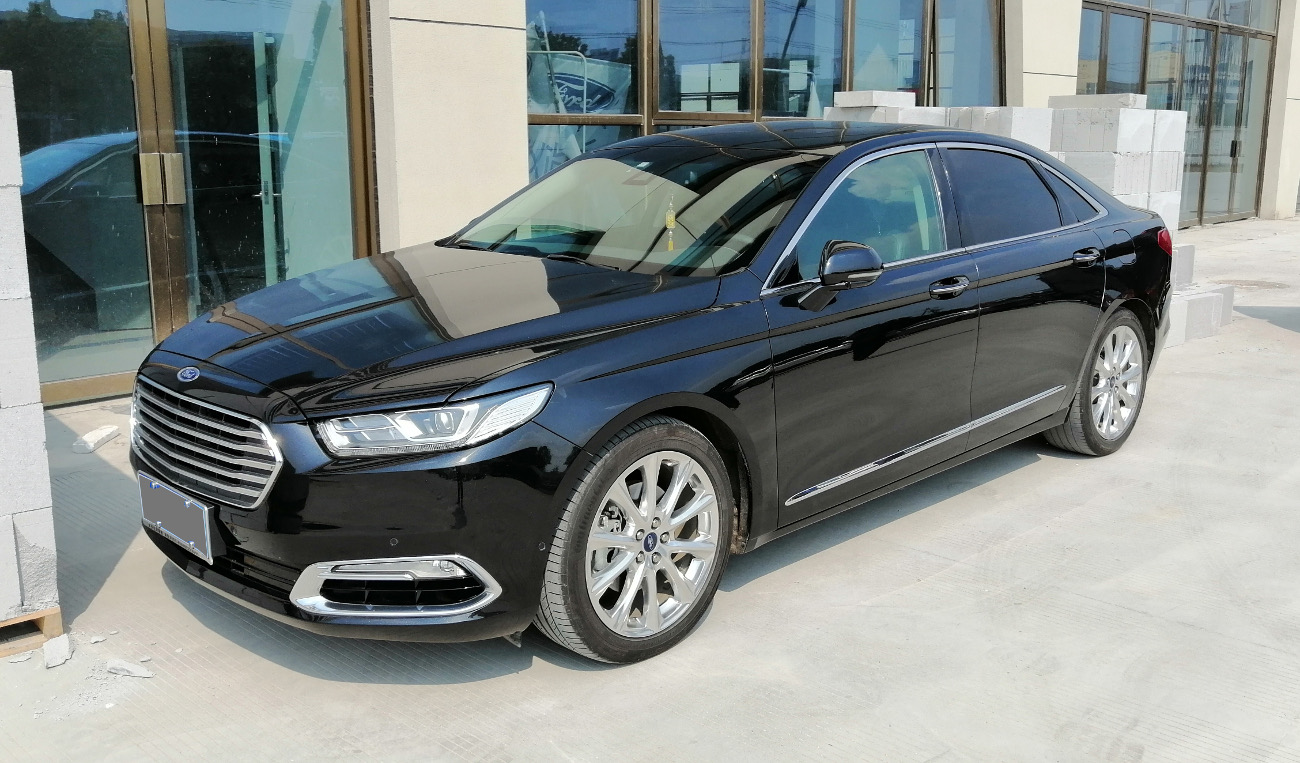
Ford Taurus 7

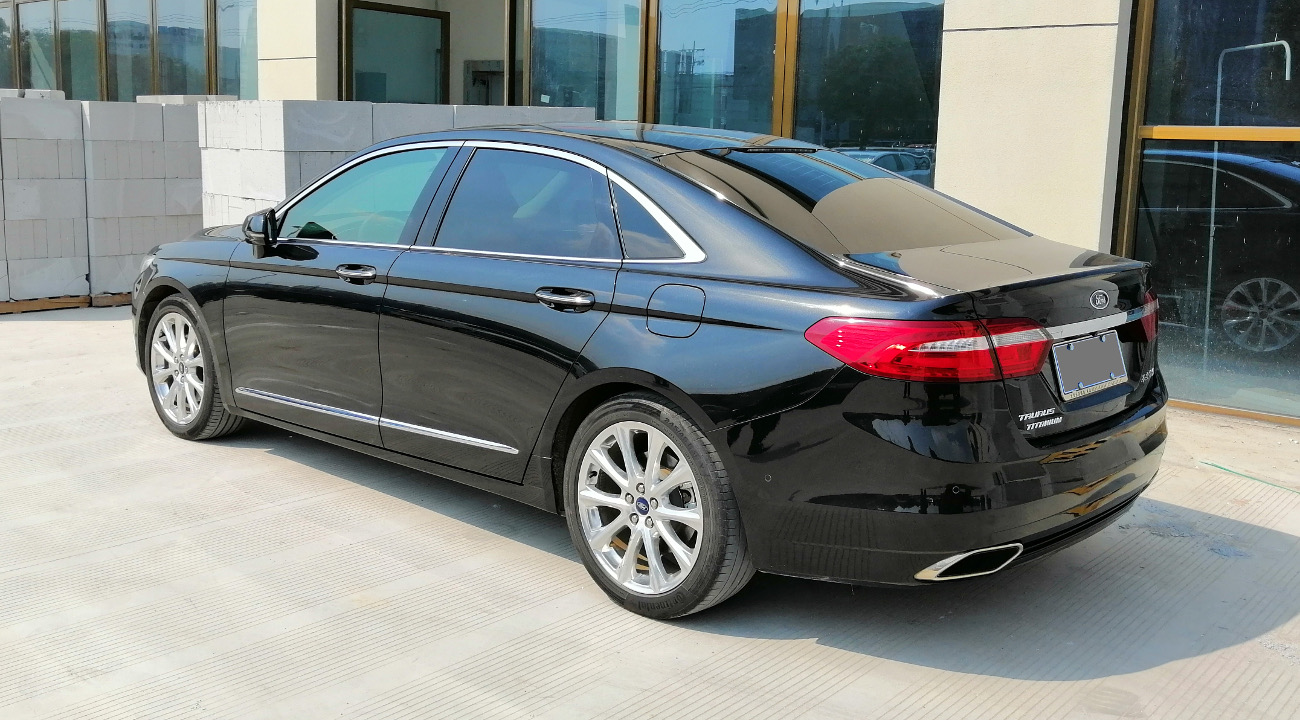
Ford Taurus 7

В 2016 році на автосалоні в Шанхаї представили Ford Taurus сьомого покоління (заводський індекс D568). Автомобіль збудовано на передньоприводній платформі Ford CD4 і виготовляється на заводі в Ханчжоу (Китай). На інших ринках, зокрема в США, продається попередня модель.

### Двигуни
- 1.5T EcoBoost 181 к.с.
- 2.0T EcoBoost 252 к.с.
- 2.7T V6 EcoBoost 329 к.с.

## Ford Taurus 8 (з 2023)

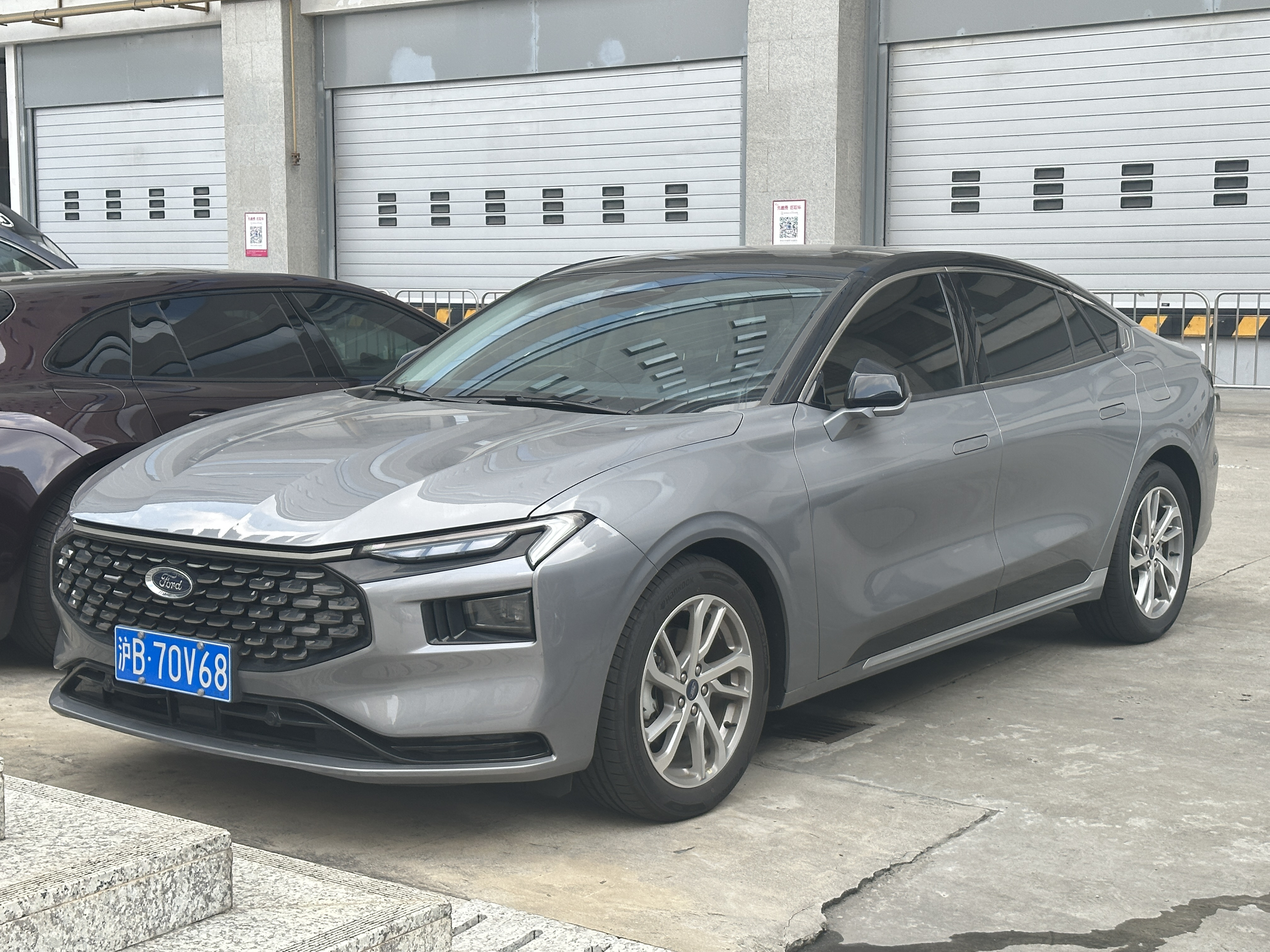
Ford Taurus 8

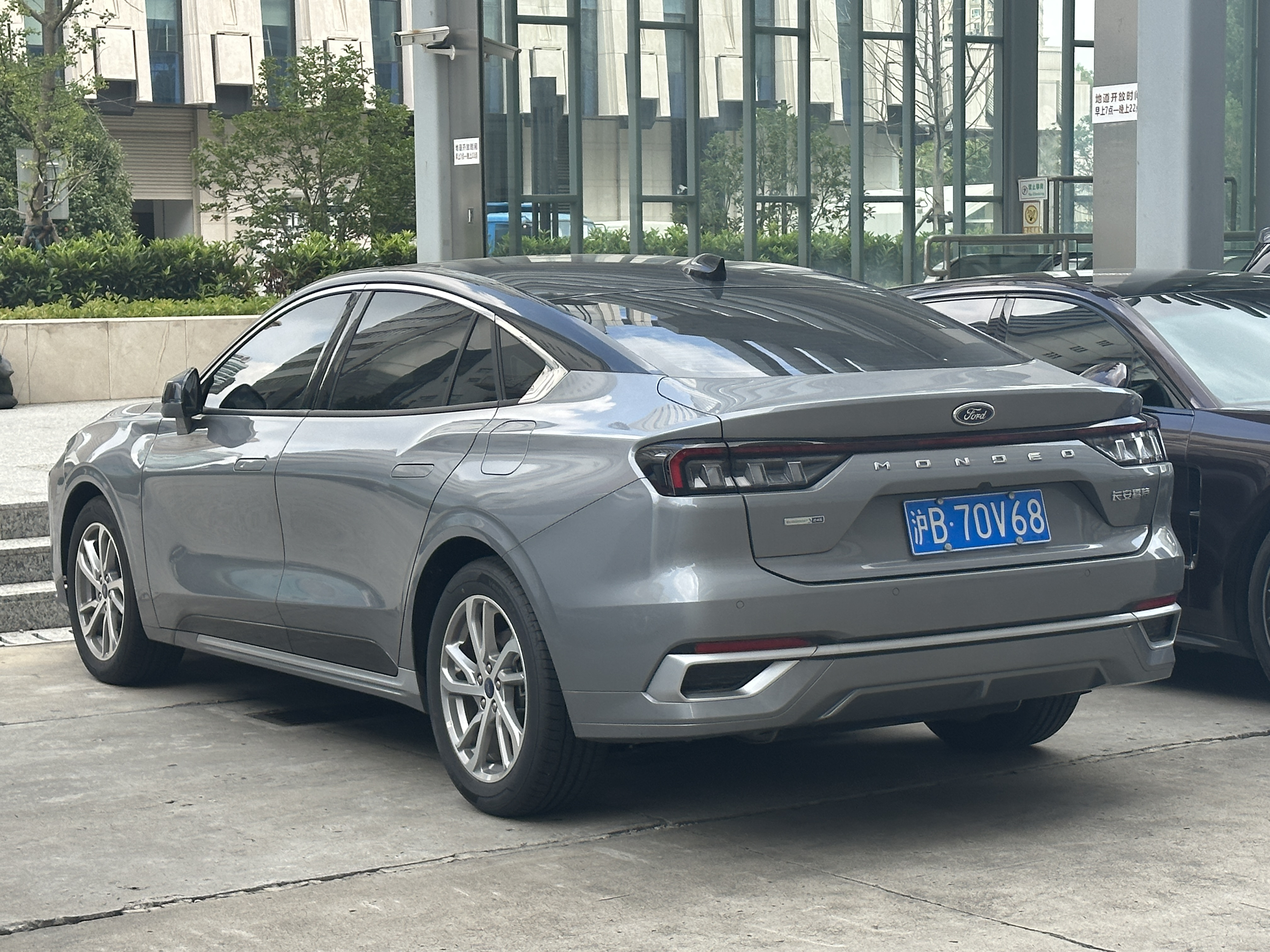
Ford Taurus 8

Ford Mondeo п’ятого покоління продається в країнах Перської затоки як Ford Taurus, замінюючи китайський Taurus. 

### Двигуни
- 1.5 L EcoBoost turbo I4 181 к.с.
- 2.0 L CAF488WQC EcoBoost turbo I4 238 к.с.

## Продажі в США
| Рік  | Кількість автомобілів |
| ---- | --------------------- |
| 1999 | 368,327               |
| 2000 | 382,035               |
| 2001 | -                     |
| 2002 | 332,690               |
| 2003 | 300,496               |
| 2004 | 248,148               |
| 2005 | 196,919               |
| 2006 | 174,803               |
| 2007 | 68,178                |
| 2008 | 52,667                |
| 2009 | 45,617                |

## Зноски
1. ↑  DICTIONARY.COM. Архів оригіналу за 2 травня 2009. Процитовано 25 травня 2010.
2. ↑  Ranger, Mustang та F-150 — єдині автомобілі Ford, що виробляються довше ніж Taurus.
3. ↑  End of Ford Taurus closes era [Архівовано 30 липня 2012 у Archive.is] 2007-08-22
4. ↑  "Ford's F-Series sets industry truck sales records [Архівовано 15 жовтня 2007 у Wayback Machine.] 2008-04-04
5. ↑  Farewell, Ford Escort [Архівовано 27 вересня 2007 у Wayback Machine.] 2008-04-04
6. 1 2  ford.com/newsroom/feature_display.cfm? Ford Nameplates join Five Million Club [Архівовано 25 лютого 2018 у Wayback Machine.] 2008-04-04
7. ↑  Inside Line: Ford Taurus / Mercury Sable [Архівовано 15 червня 2006 у Wayback Machine.] 2006-05-29
8. ↑  End of Ford Taurus closes era [Архівовано 30 липня 2012 у Archive.is] 2006-05-16
9. ↑  Last Taurus Rolls Off Ford Assembly Line [Архівовано 31 жовтня 2006 у Wayback Machine.] 2006-10-27
10. ↑  2008 Ford Taurus features more power, style, and more standard safety features [Архівовано 15 жовтня 2007 у Wayback Machine.] 2007-02-07
11. ↑  Ford strengthens crossover leadership with introduction of new 2008 Taurus X [Архівовано 10 лютого 2007 у Wayback Machine.] 2007-02-07
12. 1 2 3 4  История Ford Taurus [Архівовано 10 листопада 2010 у Wayback Machine.] 06.11.2010
13. ↑  Car of the Year 1986: It is Going To Be a Bull Market For The Ford Taurus 2007-08-12
14. ↑  Specs / Production.html 1986—1997 Ford Taurus production numbers [Архівовано 3 грудня 2009 у Wayback Machine.] 2008-09-12
15. ↑  / index.php Generation 2 — 1992 to 1995 [Архівовано 15 листопада 2011 у Wayback Machine.] ((ref-en))
16. ↑  Как мы тестировали Ford Taurus 2016. automoto.ua. Архів оригіналу за 13 серпня 2016. Процитовано 1 липня 2016.
17. ↑  Ford Motor Company Sets New Full Year U.S. Sales Record. Theautochannel.com. Архів оригіналу за 29 квітня 2013. Процитовано 28 квітня 2009.
18. ↑  Ford's F-Series Truck Caps 22nd Year in a Row as America's Best-Selling Vehicle With a December Sales Record. Theautochannel.com. 17 листопада 2004. Архів оригіналу за 29 квітня 2013. Процитовано 28 квітня 2009.
19. ↑  Ford Achieves First Car Sales Increase Since 1999. Theautochannel.com. 17 листопада 2004. Архів оригіналу за 29 квітня 2013. Процитовано 28 квітня 2009.
20. ↑  Ford Motor Company 2007 sales. 3 січня 2008. Архів оригіналу за 10 грудня 2012. Процитовано 25 вересня 2010.
21. ↑  F-Series drives Ford to higher market share for third consecutive month (PDF). Ford Motor Company. 5 січня 2009. Архів (PDF) оригіналу за 10 грудня 2012. Процитовано 14 травня 2009.
22. ↑  FORD CAPS 2009 WITH 33 PERCENT SALES INCREASE, FIRST FULL-YEAR MARKET SHARE GAIN SINCE 1995 | Ford Motor Company Newsroom. Архів оригіналу за 26 червня 2013. Процитовано 25 вересня 2010.